# I liga 1980-1981 (pallacanestro maschile)
La I liga 1980-1981 è stata la 47ª edizione del massimo campionato polacco di pallacanestro maschile. La vittoria finale è stata ad appannaggio dello Śląsk Breslavia.

## Risultati

### Stagione regolare
|     | Squadra            | G  | V  | P  | PF   | PS   | Pt. | Qualificazione        |
| --- | ------------------ | -- | -- | -- | ---- | ---- | --- | --------------------- |
| 1.  | Śląsk Breslavia    | 36 | 29 | 7  | 3414 | 3038 | 65  |                       |
| 2.  | Górnik Wałbrzych   | 36 | 24 | 12 | 3397 | 3108 | 60  |                       |
| 3.  | Zagłębie Sosnowiec | 36 | 20 | 16 | 2838 | 2791 | 56  |                       |
| 4.  | Wisła Cracovia     | 36 | 19 | 17 | 3004 | 3007 | 55  |                       |
| 5.  | Resovia Rzeszów    | 36 | 19 | 17 | 2956 | 2941 | 55  |                       |
| 6.  | Gwardia Breslavia  | 36 | 18 | 18 | 3033 | 3070 | 54  |                       |
| 7.  | Legia Varsavia     | 36 | 16 | 20 | 3137 | 3110 | 52  |                       |
| 8.  | Wybrzeże Danzica   | 36 | 16 | 20 | 3020 | 3105 | 52  |                       |
| 9.  | Start Lublino      | 36 | 12 | 24 | 2970 | 3223 | 48  | retrocesse in II liga |
| 10. | ŁKS Łódź           | 36 | 7  | 29 | 2929 | 3312 | 43  | retrocesse in II liga |

| I liga 1980-1981          |
| ------------------------- |
| Śląsk Breslavia 6º titolo |

## Formazione vincitrice
| N° | Naz.               | Ruolo | Sportivo            |  | Alt. |  |
| -- | ------------------ | ----- | ------------------- |  | ---- |  |
|    | Polonia (bandiera) | C     | Leszek Chudeusz     |  | 203  |  |
|    | Polonia (bandiera) | G     | Tomasz Garliński    |  | 193  |  |
|    | Polonia (bandiera) | P     | Piotr Gola          |  | 186  |  |
|    | Polonia (bandiera) | G     | Tadeusz Grygiel     |  | 192  |  |
|    | Polonia (bandiera) | A     | Jacek Kalinowski    |  | 196  |  |
|    | Polonia (bandiera) | P     | Mirosław Kalinowski |  | 185  |  |
|    | Polonia (bandiera) | C     | Jacek Majchrowicz   |  | 202  |  |
|    | Polonia (bandiera) | A     | Zbigniew Mokrzycki  |  | 196  |  |
|    | Polonia (bandiera) | P     | Ryszard Prostak     |  | 190  |  |
|    | Polonia (bandiera) | A     | Wojciech Siennicki  |  | 196  |  |
|    | Polonia (bandiera) | A     | Marek Szwarc        |  | 195  |  |
|    | Polonia (bandiera) | A     | Wojciech Zdrodowski |  | 199  |  |
|    | Polonia (bandiera) | P     | Dariusz Zelig       |  | 192  |  |
|    | Polonia (bandiera) | All.  | Mieczysław Łopatka  |  |      |  |

## Premi e riconoscimenti
- MVP stagione regolare:  Mieczysław Młynarski, Górnik Wałbrzych